# Temporada 2021 de la Copa Mundial de MotoE
La temporada 2021 de la Copa Mundial de MotoE es la tercera temporada de dicha competición de motos eléctricas. Este campeonato es parte de la 73.ª temporada del Campeonato del Mundo de Motociclismo.
El campeón defensor es el español Jordi Torres quien obtuvo el título al terminar sexto en la segunda carrera celebradá en Francia.

## Calendario
El 10 de noviembre de 2020, la FIM hizo pública la propuesta de calendario para 2021.
| Ronda | Gran Premio                                         | Circuito                                                | Fecha            |
| ----- | --------------------------------------------------- | ------------------------------------------------------- | ---------------- |
| 1     | Gran Premio de España                               | Circuito de Jerez, Jerez de la Frontera                 | 2 de mayo        |
| 2     | Grand Prix de France                                | Circuito de Bugatti, Le Mans                            | 16 de mayo       |
| 3     | Gran Premi de Cataluña                              | Circuito de Barcelona-Cataluña, Montmeló                | 6 de junio       |
| 4     | TT Assen                                            | Circuito de Assen, Assen                                | 27 de junio      |
| 5     | Grand Prix von Österreich                           | Red Bull Ring, Spielberg                                | 15 de agosto     |
| 6     | Gran Premio di San Marino e della Riviera di Rimini | Misano World Circuit Marco Simoncelli, Misano Adriatico | 18 de septiembre |
| 7     | Gran Premio di San Marino e della Riviera di Rimini | Misano World Circuit Marco Simoncelli, Misano Adriatico | 19 de septiembre |

## Equipos y pilotos
Todos los equipos llevan como constructor a Energica Ego y modelo Energica Ego Corsa.
| Equipo                            | N.º | Piloto             | Rondas   |
| --------------------------------- | --- | ------------------ | -------- |
| Tech3 E-racing                    | 3   | Lukas Tulovic      | Todas    |
| Tech3 E-racing                    | 19  | Corentin Perolari  | Todas    |
| LCR E-Team                        | 21  | Kevin Zannoni      | Todas    |
| LCR E-Team                        | 71  | Miquel Pons        | Todas    |
| Octo Pramac MotoE                 | 61  | Alessandro Zaccone | Todas    |
| Octo Pramac MotoE                 | 68  | Yonny Hernández    | Todas    |
| Openbank Aspar Team               | 6   | María Herrera      | Todas    |
| Openbank Aspar Team               | 54  | Fermín Aldeguer    | Todas    |
| Avintia Esponsorama Racing        | 14  | André Pires        | Todas    |
| Avintia Esponsorama Racing        | 18  | Xavier Cardelús    | Todas    |
| Indonesian E-Racing Gresini MotoE | 9   | Andrea Mantovani   | Todas    |
| Indonesian E-Racing Gresini MotoE | 11  | Matteo Ferrari     | Todas    |
| Pons Racing 40                    | 40  | Jordi Torres       | Todas    |
| Pons Racing 40                    | 53  | Jasper Iwema       | Todas    |
| Dynavolt Intact GP                | 77  | Dominique Aegerter | Todas    |
| Ongetta SIC58 Squadra Corse       | 27  | Mattia Casadei     | 1-4, 6-7 |
| Ongetta SIC58 Squadra Corse       | 43  | Stefano Valtulini  | 5        |
| Avant Ajo MotoE                   | 78  | Hikari Okubo       | Todas    |
| One Energy Racing                 | 51  | Eric Granado       | Todas    |

### Cambios de equipos
- Después de participar en las dos primeras temporadas de la Copa Mundial de MotoE, el EG 0,0 Marc VDS deja el campeonato debido a la incompatibilidad de calendario que tiene su piloto, Mike Di Meglio.[15][16]

### Cambios de pilotos
- Alex de Angelis anunció su retirada a finales de 2020.
- Eric Granado pasa del Avintia Esponsorama Racing al One Energy Racing, reemplazando a Jakub Kornfeil.
- Andrea Mantovani hará su debut de temporada completa con Gresini Racing para reemplazar a Alessandro Zaccone.
- Corentin Perolari hará su debut de temporada completa con Tech3 para reemplazar a Tommaso Marcon.
- Los novatos Miquel Pons y Kevin Zannoni se unirán al LCR E-Team para reemplazar a Xavier Siméon y Niccolò Canepa.[17]
- El Japonés Hikari Okubo debutará en la categoría eléctrica reemplazando a Niki Tuuli en el equipo Avant Ajo MotoE

## Resultados y Clasificación

### Resultados por Gran Premio
| Ronda | Gran Premio                     | E-Pole          | Vuelta rápida                 | Piloto ganador     | Equipo ganador                    |
| ----- | ------------------------------- | --------------- | ----------------------------- | ------------------ | --------------------------------- |
| 1     | Gran Premio de España           | Eric Granado    | Eric Granado (Vuelta 3)       | Alessandro Zaccone | Octo Pramac MotoE                 |
| 2     | Gran Premio de Francia          | Eric Granado    | Matteo Ferrari (Vuelta 7)     | Eric Granado       | One Energy Racing                 |
| 3     | Gran Premio de Cataluña         | Eric Granado    | Eric Granado (Vuelta 4)       | Miquel Pons        | LCR E-Team                        |
| 4     | Gran Premio de los Países Bajos | Eric Granado    | Eric Granado (Vuelta 3)       | Eric Granado       | One Energy Racing                 |
| 5     | Gran Premio de Austria          | Fermín Aldeguer | Eric Granado (Vuelta 4)       | Lukas Tulovic      | Tech3 E-racing                    |
| 6     | Gran Premio de San Marino       | Jordi Torres    | Kevin Zannoni (Vuelta 6)      | Jordi Torres       | HP Pons 40                        |
| 7     | Gran Premio de San Marino       | Jordi Torres    | Dominique Aegerter (Vuelta 5) | Matteo Ferrari     | Indonesian E-Racing Gresini MotoE |

### Campeonato de Pilotos
Sistema de puntuación
Los puntos se reparten entre los quince primeros clasificados en acabar la carrera. 
Sistema de puntuación de 1993 hasta 2022:
| Posición | 1.º | 2.º | 3.º | 4.º | 5.º | 6.º | 7.º | 8.º | 9.º | 10.º | 11.º | 12.º | 13.º | 14.º | 15.º |
| Puntos   | 25  | 20  | 16  | 13  | 11  | 10  | 9   | 8   | 7   | 6    | 5    | 4    | 3    | 2    | 1    |

| Pos.    | Piloto             | SPA | FRA | CAT | NED | AUT | RSM | RSM | Puntos |
| ------- | ------------------ | --- | --- | --- | --- | --- | --- | --- | ------ |
| 1       | Jordi Torres       | 3   | 5   | 3   | 2   | 7   | 1   | 15  | 100    |
| 2       | Dominique Aegerter | 2   | 4   | 2   | 18  | 3   | 2   | 12  | 93     |
| 3       | Matteo Ferrari     | 6   | 8   | 7   | 4   | 8   | 4   | 1   | 86     |
| 4       | Eric Granado       | 13  | 1   | Ret | 1   | 2   | Ret | 5   | 84     |
| 5       | Alessandro Zaccone | 1   | 3   | 4   | 3   | 6   | Ret | DNS | 80     |
| 6       | Mattia Casadei     | 4   | 2   | Ret | 6   |     | 3   | 2   | 79     |
| 7       | Miquel Pons        | 5   | DNS | 1   | 10  | 12  | 5   | 3   | 73     |
| 8       | Lukas Tulovic      | Ret | 7   | 8   | 5   | 1   | 8   | 14  | 62     |
| 9       | Fermín Aldeguer    | Ret | 15  | 6   | 7   | 4   | 7   | 7   | 51     |
| 10      | Yonny Hernández    | 10  | 6   | 5   | 9   | 10  | 9   | Ret | 47     |
| 11      | Hikari Okubo       | 7   | Ret | 9   | 8   | 5   | Ret | 6   | 45     |
| 12      | Kevin Zannoni      | 14  | 11  | 12  | 13  | 9   | 6   | 4   | 44     |
| 13      | Corentin Perolari  | Ret | 9   | 10  | 11  | 13  | 12  | 10  | 31     |
| 14      | Andrea Mantovani   | 8   | DNS | 14  | 14  | 11  | 11  | 9   | 29     |
| 15      | María Herrera      | 9   | 10  | 11  | 15  | 17  | 13  | 11  | 27     |
| 16      | Xavier Cardelús    | Ret | 13  | Ret | 12  | 18  | 10  | 8   | 21     |
| 17      | Jasper Iwema       | 11  | 14  | Ret | 16  | 14  | 14  | 13  | 13     |
| 18      | André Pires        | 12  | 12  | 13  | 17  | 16  | 15  | DNS | 12     |
| 19      | Stefano Valtulini  |     |     |     |     | 15  |     |     | 1      |
| Pos.    | Piloto             | SPA | FRA | CAT | NED | AUT | RSM | RSM | Puntos |
| Fuente: |                    |     |     |     |     |     |     |     |        |

| Color     | Resultado                                                               |
| --------- | ----------------------------------------------------------------------- |
| Oro       | Ganador                                                                 |
| Plata     | 2.ª plaza                                                               |
| Bronce    | 3.ª plaza                                                               |
| Verde     | Finalizó en los puntos                                                  |
| Azul      | Finalizó sin puntos                                                     |
| Azul      | NC - No clasificado                                                     |
| Violeta   | Ret - No terminó (Carrera)                                              |
| Rojo      | DNQ - No se clasificó                                                   |
| Negro     | DSQ - Descalificado                                                     |
| Blanco    | DNS - No empezó (carrera)                                               |
| Blanco    | WD - Retirado (fin de semana)                                           |
| Blanco    | C - Carrera cancelada                                                   |
| Sin color | DNP - Inscrito pero no participó                                        |
| Sin color | INJ - Lesionado                                                         |
| Sin color | EX - Excluido                                                           |
| Estado    | Resultado                                                               |
| Negrita   | Pole position                                                           |
| Cursiva   | Vuelta rápida                                                           |
| †         | Abandona, pero clasifica al completar el porcentaje requerido para ello |

### Campeonato de Equipos
| Pos. | Equipo                            | N.º | SPA | FRA | CAT | NED | AUT | RSM | RSM | Puntos |
| ---- | --------------------------------- | --- | --- | --- | --- | --- | --- | --- | --- | ------ |
| 1    | Octo Pramac MotoE                 | 61  | 1   | 3   | 4   | 3   | 6   | Ret | DNS | 127    |
| 1    | Octo Pramac MotoE                 | 68  | 10  | 6   | 5   | 9   | 10  | 9   | Ret | 127    |
| 2    | LCR E-Team                        | 21  | 14  | 11  | 12  | 13  | 9   | 6   | 4   | 117    |
| 2    | LCR E-Team                        | 71  | 5   | DNS | 1   | 10  | 12  | 5   | 3   | 117    |
| 3    | Indonesian E-Racing Gresini MotoE | 9   | 8   | DNS | 14  | 14  | 11  | 11  | 9   | 115    |
| 3    | Indonesian E-Racing Gresini MotoE | 11  | 6   | 8   | 7   | 4   | 8   | 4   | 1   | 115    |
| 4    | Pons Racing 40                    | 40  | 3   | 5   | 3   | 2   | 7   | 1   | 15  | 112    |
| 4    | Pons Racing 40                    | 53  | 11  | 14  | Ret | 16  | 14  | 14  | 13  | 112    |
| 5    | Tech3 E-Racing                    | 3   | Ret | 7   | 8   | 5   | 1   | 8   | 14  | 94     |
| 5    | Tech3 E-Racing                    | 19  | Ret | 9   | 10  | 11  | 13  | 12  | 10  | 94     |
| 6    | Dynavolt Intact GP                | 77  | 2   | 4   | 2   | 18  | 3   | 2   | 12  | 93     |
| 7    | One Energy Racing                 | 51  | 13  | 1   | Ret | 1   | 2   | Ret | 5   | 84     |
| 8    | Ongetta SIC58 Squadra Corse       | 27  | 4   | 2   | Ret | 6   |     | 3   | 2   | 80     |
| 8    | Ongetta SIC58 Squadra Corse       | 43  |     |     |     |     | 15  |     |     | 80     |
| 9    | Openbank Aspar Team               | 6   | 9   | 10  | 11  | 15  | 17  | 13  | 11  | 78     |
| 9    | Openbank Aspar Team               | 54  | Ret | 15  | 6   | 7   | 4   | 7   | 7   | 78     |
| 10   | Avant Ajo MotoE                   | 78  | 7   | Ret | 9   | 8   | 5   | Ret | 6   | 45     |
| 11   | Avintia Esponsorama Racing        | 14  | 12  | 12  | 13  | 17  | 16  | 15  | DNS | 33     |
| 11   | Avintia Esponsorama Racing        | 18  | Ret | 13  | Ret | 12  | 18  | 10  | 8   | 33     |
| Pos. | Equipo                            | N.º | SPA | FRA | CAT | NED | AUT | RSM | RSM | Puntos |